# Bilate-Vulkanfeld
Das Bilate-Vulkanfeld liegt im Westen des Sees Awasa in Äthiopien und besteht aus einigen mit Wasser gefüllten Maaren und Aschenkegeln. Es bestehen mehrere Gebiete mit fumarolischer Aktivität und heißen Wasserquellen, die anzeigen, dass der Vulkanismus in dieser Gegend noch aktiv ist. Es gibt keine gesicherten wissenschaftlichen Daten über den letzten Ausbruch in diesem Gebiet.